# Акты Московского государства 1534 года
Правление: 1533—1538 — Елена Васильевна Глинская (при малолетнем Иване Грозном 1533-1584).

## Акты Московского государства 1534 года
- 4 февраля — жалованная кормлёная грамота великого князя Ивана Васильевича Бутковскому Дмитрию Ивановичу на ржевских мех.
- 9 февраля — жалованная грамота великого князя Ивана Васильевича Троице-Сергиеву монастырю, о не подсудности наместникам и тиунам людей, живущих в монастырских осадных дворах в Суздале и Костроме и об освобождении их от дани и пошлин.
- 5 мая — грамота великого князя Ивана Васильевича в станы и волости по Переславской дороги, об отпуске подвод Троице-Сергиева монастыря, по замене их другими, на Городецкий Ям и о не задерживании их там и в других деревнях.